# Мігай Угорський
Мігай (угор. Mihály; після 960–995 або 997) — член угорської династії Арпадів, молодший син надьфеєделема (князя-вождя) угорців Такшоня. Більшість деталей його біографії невідомі або незрозумілі. Усі угорські королі з 1046 року були його нащадками.
Як пише угорський історик Дьєрдь Дьєрффі, Мігай отримав від свого брата Гези князівство (ducatus). Словацькі історики зазначають, що Мігай керував Нітранським князівством у 971—997 роках. Проте жодна з цих теорій не має загальної підтримки серед істориків

## Життєпис

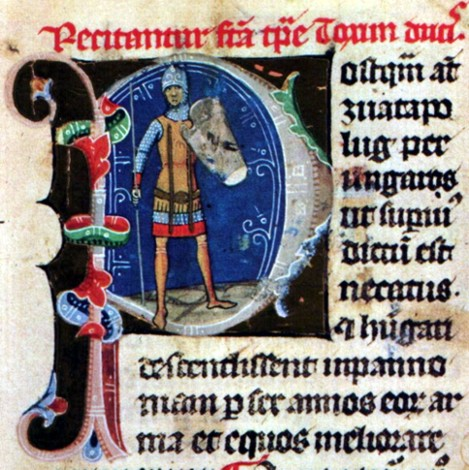
Князь Такшонь, батько Мігая. Мініатюра з «Ілюстрованої хроніки»

Анонім, автор першої праці з історії угорців «Діяння угрів», розповідає, що батько Мігая, Такшонь, узяв собі дружину «із землі куманів». Проте в часи Мігая і до 1050-х років на тих землях проживали печеніги. Відповідно, історик Дьєрффі припускає, що дружина Такшоня була дочкою одного з печенізьких ханів. Інші історики, зокрема Золтан Корде та Дьюла Крішто, вважають, що в повідомленні Аноніма йдеться про її хозарське походження.
Мігай був молодшим сином Такшоня. Дьєрффі пише, що він був неповнолітнім, коли його охрестили у 972 році. Він був охрещений разом зі старшим братом Гезою, який успадкував батьків титул князя приблизно в той час. Мігая назвали на честь архангела Михаїла. Як вважає Дьєрффі, подальше використання нащадками Мігая (чотирма королями та двома князями) імені Бела свідчить, що це могло бути язичницьке ім'я Мігая.

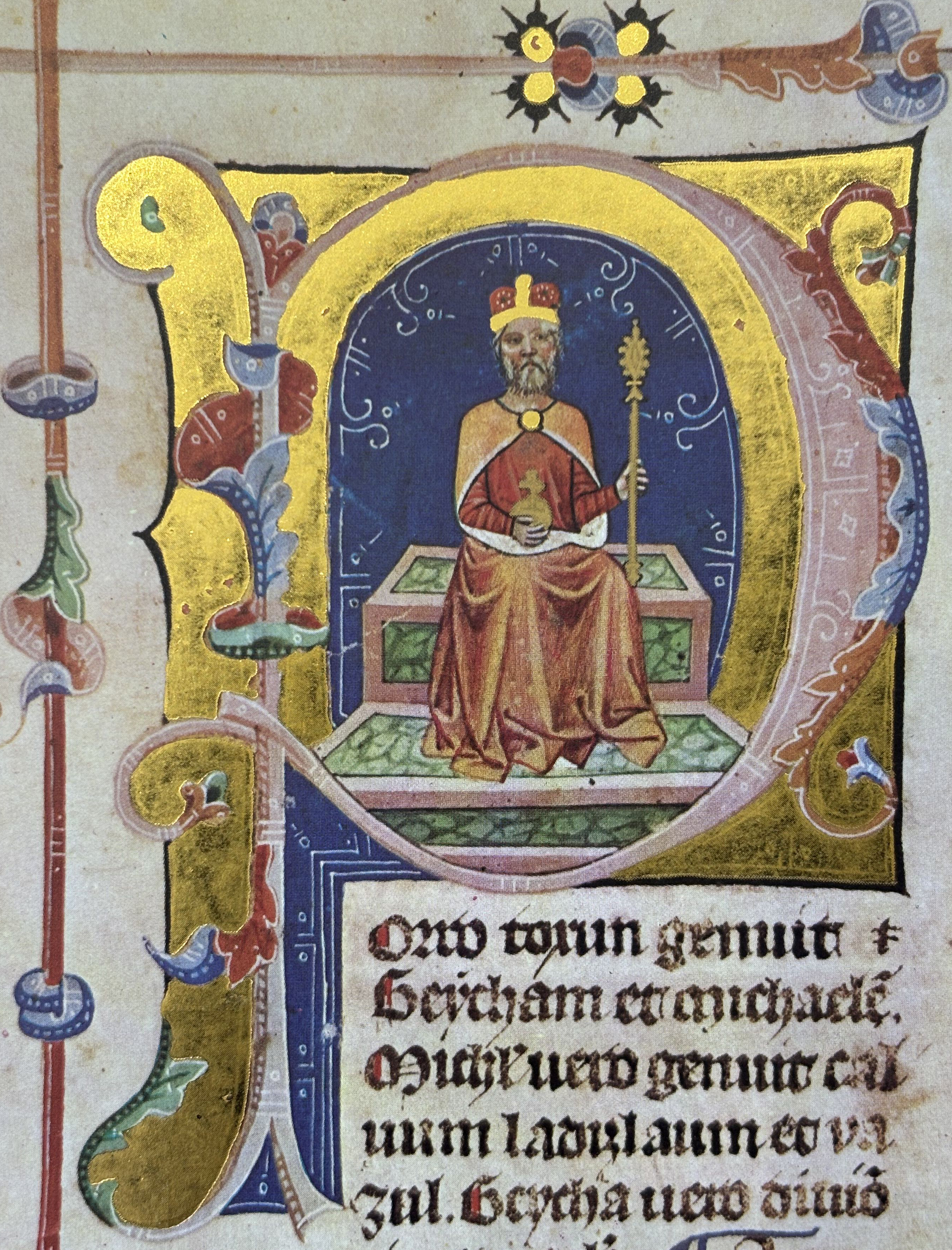
Геза, брат Мігая. Мініатюра з «Ілюстрованої хроніки»

Дьєрффі вважає, що Мігай був близьким до свого брата Гези, оскільки немає джерел, які повідомляли би про суперечності між ними. Таким чином, вважає історик, Геза дав своєму братові одне із ducatus (князівств) Угорського князівства, хоча немає жодних свідчень про ці події. Як пише історик Штайнгюбель, Мігай отримав «Нітранське князівство» близько 971 року. Ян Лукачка вважає, що саме Мігай зламав «опір місцевих дворян» у цьому князівстві.
Доля Мігая достеменно невідома. Дьєрффі припускає, що він міг померти до смерті брата (близько 997 року) або відмовитися від свого князівства на користь сина Гези — Стефана. З іншого боку, Штайнгюбель та Лукачка вважають, що Мігая вбили 995 року за наказом його брата. Владімір Сегеш також вважає, що Мігая вбили за наказом Гези, але припускає, що це було між 976 та 978 роками. Також він пише, що титул Мігая успадкував його син Ласло Лисий.

## Сім'я
До нашого часу дійшли імена двох синів Мігая — Ласло та Вазула. Дьєрффі припускає родинні зв'язки між дружиною Мігая та болгарським царем Самуїлом, оскільки імена їхніх синів були популярні серед православних правителів, зокрема в династії Комітопулів. Також він додає, що шлюб міг відбутися приблизно в 980 році.

## Родовід
|  |            |  |  |  |  |  |  |  |  |  |  |  |  |  |  |  |
|  | Арпад      |  |  |  |  |  |  |  |  |  |  |  |  |  |  |  |
|  |            |  |  |  |  |  |  |  |  |  |  |  |  |  |  |  |
|  |            |  |  |  |  |  |  |  |  |  |  |  |  |  |  |  |
|  | Золта      |  |  |  |  |  |  |  |  |  |  |  |  |  |  |  |
|  |            |  |  |  |  |  |  |  |  |  |  |  |  |  |  |  |
|  |            |  |  |  |  |  |  |  |  |  |  |  |  |  |  |  |
|  | Такшонь    |  |  |  |  |  |  |  |  |  |  |  |  |  |  |  |
|  |            |  |  |  |  |  |  |  |  |  |  |  |  |  |  |  |
|  |            |  |  |  |  |  |  |  |  |  |  |  |  |  |  |  |
|  | Менуморут  |  |  |  |  |  |  |  |  |  |  |  |  |  |  |  |
|  |            |  |  |  |  |  |  |  |  |  |  |  |  |  |  |  |
|  |            |  |  |  |  |  |  |  |  |  |  |  |  |  |  |  |
|  | дочка      |  |  |  |  |  |  |  |  |  |  |  |  |  |  |  |
|  |            |  |  |  |  |  |  |  |  |  |  |  |  |  |  |  |
|  |            |  |  |  |  |  |  |  |  |  |  |  |  |  |  |  |
|  | Мігай      |  |  |  |  |  |  |  |  |  |  |  |  |  |  |  |
|  |            |  |  |  |  |  |  |  |  |  |  |  |  |  |  |  |
|  |            |  |  |  |  |  |  |  |  |  |  |  |  |  |  |  |
|  | половчанка |  |  |  |  |  |  |  |  |  |  |  |  |  |  |  |
|  |            |  |  |  |  |  |  |  |  |  |  |  |  |  |  |  |
|  |            |  |  |  |  |  |  |  |  |  |  |  |  |  |  |  |